# Bell X-14
Il Bell X-14, designazione aziendale Bell Type 68, fu un aereo VTOL sperimentale realizzato dall'azienda statunitense Bell Aircraft Corporation negli anni cinquanta.
L'obiettivo principale era la ricerca nel campo del decollo orizzontale e verticale, la transizione dal decollo al volo orizzontale e l'atterraggio verticale.

## Storia del progetto
L'interesse in campo militare di un velivolo in grado di decollare ed atterrare verticalmente era presente già durante la seconda guerra mondiale; alcuni studi, rimasti solamente a livello progettuale, effettuati dai progettisti tedeschi come gli Heinkel Lerche e Wespe furono ripresi alla fine del conflitto come soluzione alla necessità di dotare di velivoli intercettori unità navali che non potevano essere modificate con un ponte di volo.
In quest'ambito venne emessa una specifica che portò alla realizzazione dei Convair XFY e Lockheed XFV identificati anche come "posacoda".
Nel 1954, la Bell Aircraft decise di sviluppare, su iniziativa privata, un velivolo sperimentale per la ricerca sulle caratteristiche VTOL, ovvero che potesse decollare ed atterrare verticalmente come un elicottero pur mantenendo le caratteristiche di un normale velivolo in volo livellato. L'iniziativa verteva sull'economicità del progetto che sfruttava parti di normale produzione e che conferiva al velivolo una configurazione classica a differenza dei "posacoda". Il risultato fu la realizzazione del Bell Model 65 che riscosse l'interesse dell'USAF, la quale stipulò con la Bell un contratto per la realizzazione di un nuovo modello basato sull'esperienza acquisita sul Model 65.
L' X-14 era progettato usando le parti esistenti di due aerei della Beechcraft: ali, alettoni, e carrello d'atterraggio di un Bonanza e la sezione di coda e l'impennaggio di un T-34.

## Tecnica
L'X-14 era un velivolo dall'aspetto inusuale, che abbinava un'impostazione classica monoplana con fusoliera metallica ed impennaggio tradizionale ma dotato di motori a getto posizionati sotto il naso ed un abitacolo aperto.
La fusoliera, di costruzione metallica, era realizzata in alluminio, modificando marginalmente quella del Beechcraft T-34 Mentor (variante da addestramento militare del Bonanza), ed era caratterizzata da un unico abitacolo aperto protetto da un parabrezza destinato al pilota. La scelta dell'abitacolo aperto derivava dalla limitata velocità massima per cui era stato progettato l'aereo. Proseguiva posteriormente in un impennaggio classico monoderiva, lo stesso del T-34 Mentor.
La propulsione era assicurata, nella versione iniziale, da una coppia di motori turbogetto Armstrong Siddeley Viper ASV.8J da 795 kg affiancati nel muso con scarichi il cui flusso era convogliato attraverso una "veneziana".

I motori erano fissi, la transizione dal volo verticale a quello orizzontale era attuata attraverso un sistema di ventole mobili che controllavano la direzione della spinta del motore.

Al decollo la spinta era indirizzata in modo verticale verso il suolo in modo da consentire il distacco da terra fino ad una altezza prefissata; a quel punto le paratie venivano inclinate attraverso un azionamento ad aria compressa, in modo da impartire alla spinta una componente obliqua che produceva l'avanzamento del velivolo.

Appena l'aereo aveva raggiunto una velocità sufficiente a garantire il sostentamento da parte delle ali, la spinta veniva indirizzata completamente in un flusso orizzontale che consentiva all'aereo di funzionare in modo normale.
La velocità massima era di 277 km/h (172 mph) con una tangenza di 6 096 m (20 000 ft).

## Impiego operativo

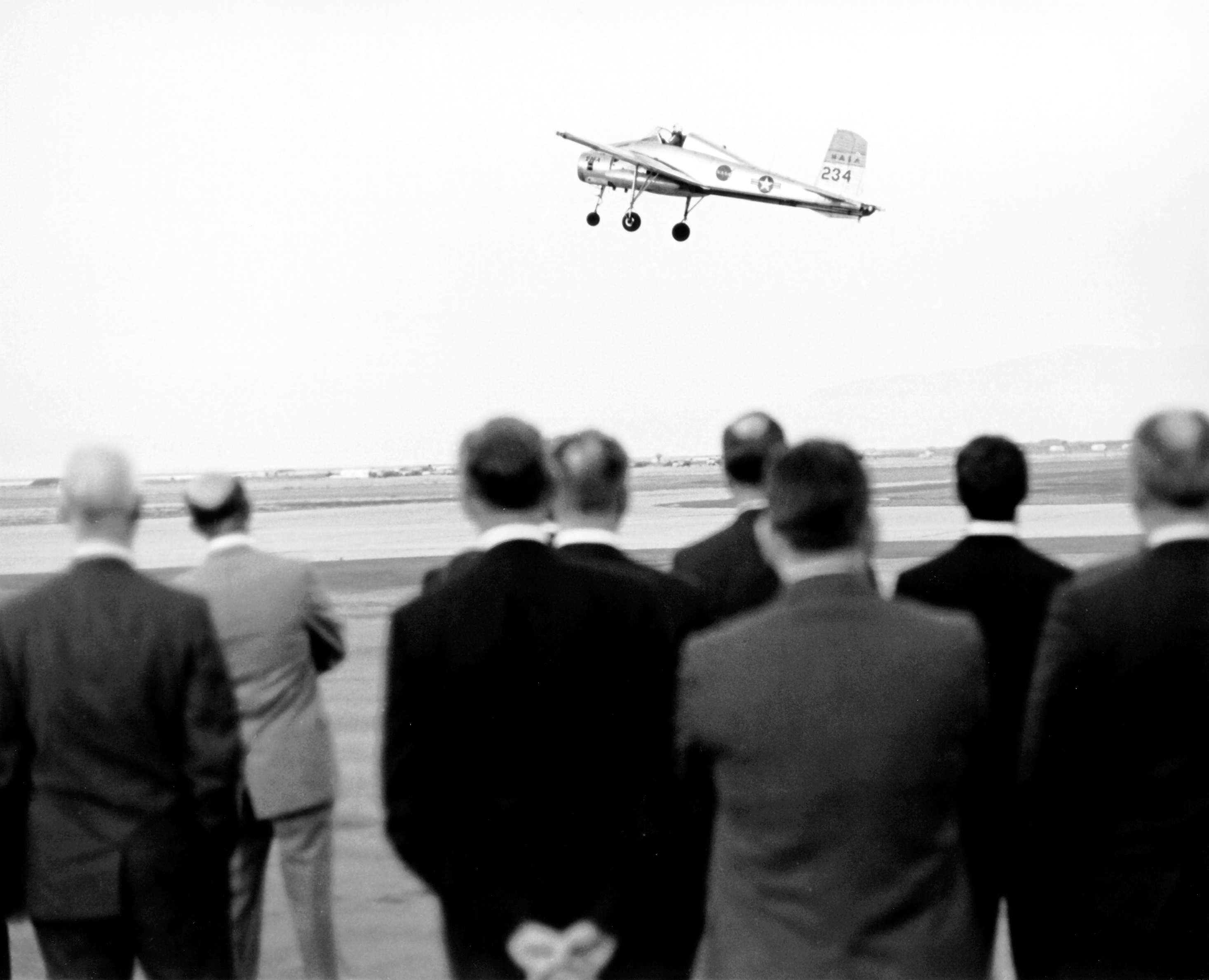
Una dimostrazione di atterraggio verticale da parte dell'X-14A.

L'X-14 si staccò da terra per la prima volta il 19 febbraio 1957, durante un test di decollo ed atterraggio verticale, mentre per la prima transizione al volo orizzontale bisognò attendere il 24 maggio 1958.
Nel 1959 i suoi motori Viper, che nei test preliminari avevano immediatamente evidenziato una potenza insufficiente, vennero rimpiazzati dai più potenti motori General Electric J85.  Quell'anno l'aereo venne anche usato dalla NASA presso l'Ames Research Center come X-14A nel ruolo di velivolo per test di volo fino al 1981.
Il progetto dell'X-14 diede un grande contributo ai dati di volo per aerei VTOL (Vertical Take-Off and Landing). L' X-14A venne anche usato dalla NASA per acquisire esperienza nelle manovre di atterraggio lunare. I controlli di volo dell'X-14A erano infatti simili a quelli proposti per il Modulo Lunare Apollo. Per questo Neil Armstrong, il primo uomo a porre piede sulla Luna, lo utilizzò una volta come addestramento per l'atterraggio lunare.
Nel 1971, all'X-14A vennero montati nuovi motori (General Electric J85-GE-19) e fu quindi ridesignato X-14B. Vennero installati un computer di bordo e un sistema di controllo digitale fly-by-wire per permettere la simulazione delle caratteristiche di atterraggio dell'aereo VTOL.
L X-14B venne utilizzato in questo ruolo fino a che non venne danneggiato irrimediabilmente in incidente in fase di atterraggio, il 29 maggio 1981, quando, a causa di un problema legato al sistema di controllo del pilotaggio automatico VSCAS (Variable Stability Control Augmentation System), il pilota collaudatore Ron Gerdes ne perse parzialmente il controllo.

Le conseguenze furono un atterraggio ad elevata velocità che causò il collasso del carrello ed il danneggiamento di un serbatoio di combustibile con perdita dello stesso e conseguente incendio della parte posteriore del velivolo.

Gerdes rimase illeso, ma i gravi danni subiti dal velivolo ne sconsigliarono la riparazione. Questo interruppe anche una serie di sviluppi programmati, l'X-14C che prevedeva una cabina di pilotaggio chiusa e l'X-14T da addestramento, nessuno dei quali andò oltre la fase di progettazione.
Dopo l'incidente l'X-14 B venne ricoverato in deposito temporaneo presso il NASA Ames Research Center per essere spedito, nel febbraio 1989, all'United States Army Aviation Museum presso Fort Rucker, nella Contea di Dale in Alabama.
Durante i suoi 24 anni di servizio operativo, l'X-14 volò con oltre 25 piloti senza incidenti pericolosi o feriti, diventando il più longevo degli Aerei X, oltre che l'unico dotato di cabina di pilotaggio aperta.

## Versioni
Anche se c'è stata solo una fusoliera, è stato cambiato il numero di serie ad ogni miglioramento sostanziale.
X-14
prima versione, marcata USAF 56-4022, equipaggiata con due motori turbogetto Armstrong Siddeley ASV8 Viper.
X-14A
versione modificata dell'X-14, marcata NASA 234 (N234NA), equipaggiata con due motori turbogetto General Electric J85-GE-5.
X-14B
versione modificata dell'X-14, marcata NASA 704 (N704NA), equipaggiata con due motori turbogetto General Electric J85-GE-19.

## Utilizzatori

### Militari
Stati Uniti
- United States Air Force

utilizzò la prima versione, X-14, dal 1957 al 1960.

### Governativi
Stati Uniti
- NASA

utilizzò le successive due versioni, X-14A e X-14B, dal 1960 al 1981.

## Esemplari attualmente esistenti

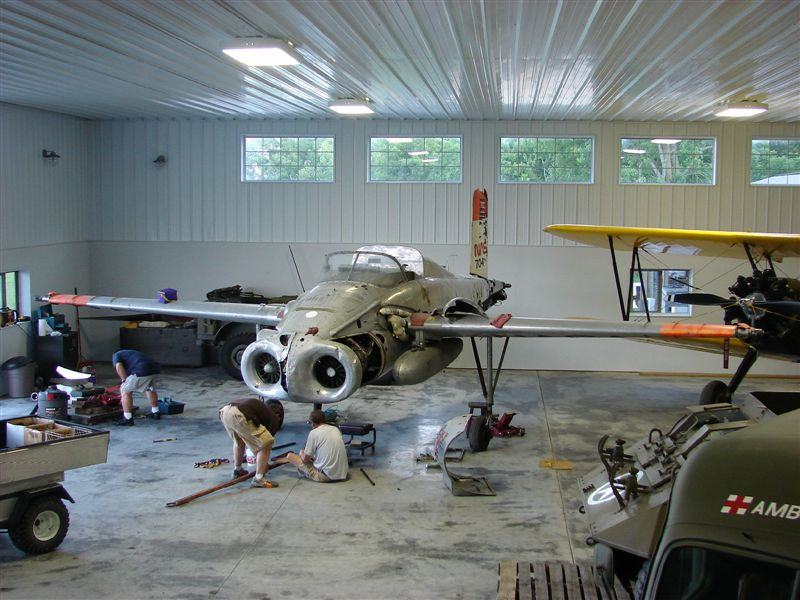
L'X-14B in fase di restauro (2007).

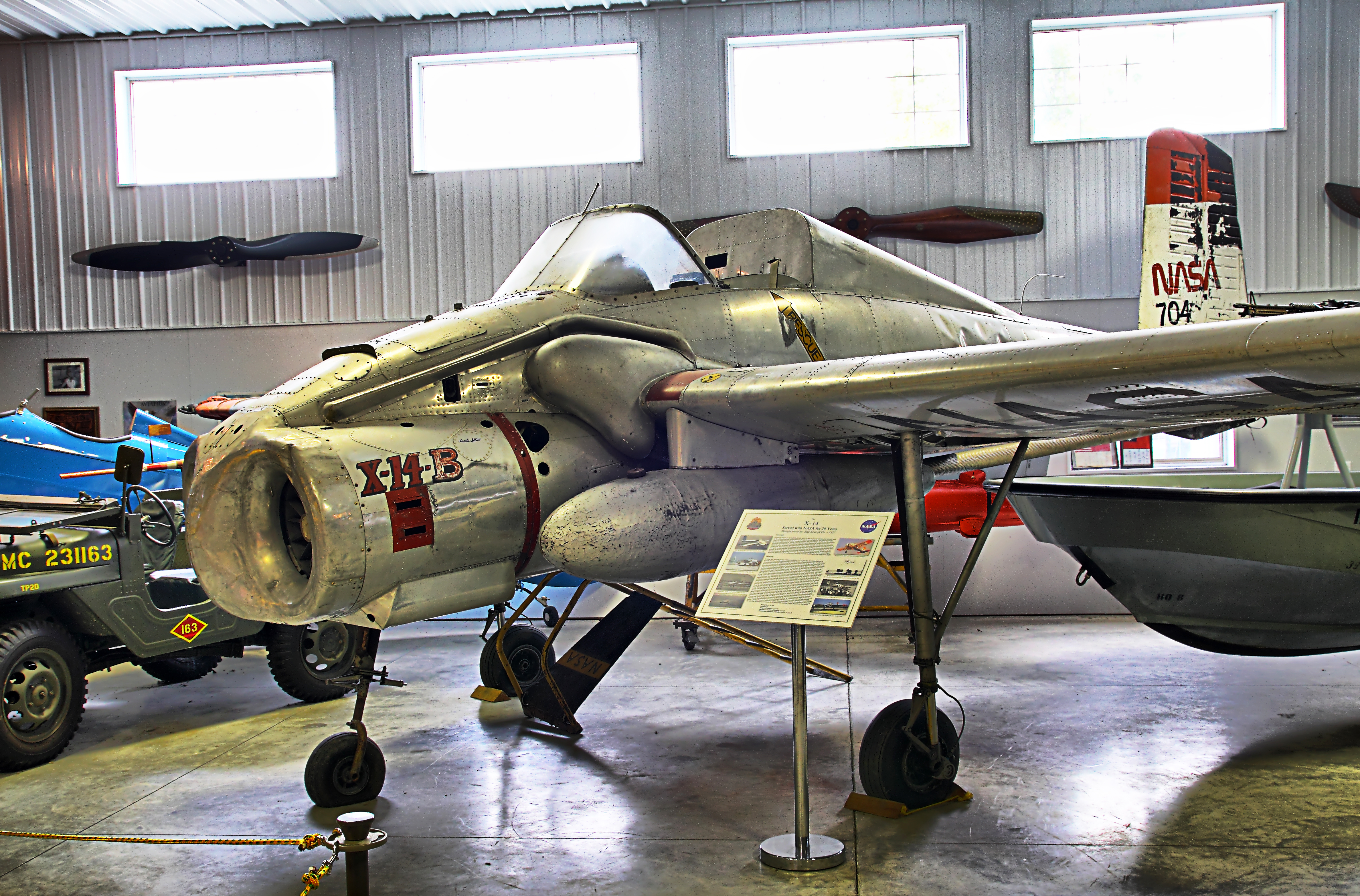
Il Bell X-14 all'interno del museo

Nel 1999 Fred Ropkey, un ex Marine fondatore del Ropkey Armor Museum di Crawfordsville nell'Indiana occidentale, un museo che riunisce mezzi militari da trasporto e carri armati, riconobbe l'X-14B in un cantiere di demolizione. 

Dopo essere stato sottoposto a restauro è ora (2013) in esposizione nella struttura museale.